# Бофл
Бофл (фр. Boffles) насеље је и општина у североисточној Француској у региону Север-Па д Кале, у департману Па де Кале која припада префектури Арас.
По подацима из 2011. године у општини је живело 48 становника, а густина насељености је износила 14,68 становника/km². Општина се простире на површини од 3,27 km². Налази се на средњој надморској висини од 123 метара (максималној 140 m, а минималној 80 m).

## Демографија
| 1962. | 1968. | 1975. | 1982. | 1990. | 1999. | 2011. |
| ----- | ----- | ----- | ----- | ----- | ----- | ----- |
| 41    | 52    | 56    | 40    | 41    | 34    | 48    |

График промене броја становника у току последњих година